# Edinburg (Illinois)
Edinburg es una villa ubicada en el condado de Christian en el estado estadounidense de Illinois. En el Censo de 2010 tenía una población de 1078 habitantes y una densidad poblacional de 693,7 personas por km².

## Geografía
Edinburg se encuentra ubicada en las coordenadas 39°39′28″N 89°23′23″O / 39.65778, -89.38972. Según la Oficina del Censo de los Estados Unidos, Edinburg tiene una superficie total de 1.55 km², de la cual 1.55 km² corresponden a tierra firme y (0%) 0 km² es agua.

## Demografía
Según el censo de 2010, había 1078 personas residiendo en Edinburg. La densidad de población era de 693,7 hab./km². De los 1078 habitantes, Edinburg estaba compuesto por el 96.1% blancos, el 1.21% eran afroamericanos, el 0.37% eran amerindios, el 0.65% eran asiáticos, el 0% eran isleños del Pacífico, el 0% eran de otras razas y el 1.67% pertenecían a dos o más razas. Del total de la población el 1.02% eran hispanos o latinos de cualquier raza.